# Gebroken Rood
Gebroken rood is een Nederlandse film uit 2005. De film is uitgebracht als Telefilm.

## Verhaal
Een aantal oud verzetsstrijders komt weer bij elkaar op de begrafenis van een medestrijder. Na het horen van de doodsoorzaak (twee allochtonen waren de oude vrouw aan het beroven en sloegen haar daarna dood) komt een van de oude mannen tot de conclusie dat het leven er net zo voor staat als in de Tweede Wereldoorlog. De mannen beginnen alle allochtonen aan te pakken die maar iets verdachts doen.

## Rolverdeling
- Alfred van den Heuvel
- Bram van der Vlugt
- Sylvia Poorta
- Hans Croiset
- Kitty Courbois
- Betty Schuurman
- Annemarie Prins
- Dragan Bakema
- Jeroen Willems
- Dai Carter
- Nyncke Beekhuyzen